# Barry Smith
Barry Smith, född 21 augusti 1952 i Buffalo, är en amerikansk tidigare ishockeyspelare och tränare som haft tränaruppdrag i bland annat Malmö IF, Rögle BK, Brunflo IK, Djurgårdens IF, Detroit Red Wings och SKA Sankt Petersburg. Han var dessutom assisterande förbundskapten för Sveriges herrlandslag under World Cup 1996 och olympiska vinterspelen 1998 i Nagano. Barry har vunnit Stanley Cup totalt 5 gånger, år 1991 (som assisterande till Bob Johnson) och 1992 med Pittsburgh Penguins och senare 1997, 1998 och 2002 i Detroit Red Wings. De fyra sista gångerna som assisterande till Scotty Bowman. Arbetar sedan 2012–2013 som chef för spelarutveckling i Chicago Blackhawks. Barry var huvudtränare för  Djurgårdens IF under inledningen av säsongen 2021/2022, innan han fick lämna uppdraget den 25 oktober 2021.

### Fotnoter
1. ↑  Eurohockey.com, Eurohockey.com spelar-ID: 489497, läst: 25 april 2022.[källa från Wikidata]
2. ↑  Mattias Ek (20 mars 2009). ”Barry Smith kan tänka sig Elitserien igen” (på svenska). Expressen. https://www.expressen.se/sport/barry-smith-kan-tanka-sig-elitserien-igen/. Läst 27 mars 2020.
3. ↑  ”Barry Smith med tunga hockeymeriter till SHL”. NHL.com. https://www.nhl.com/sv/news/tunga-nhl-meriter-till-djurgarden/c-323740896. Läst 16 september 2021.
4. ↑  ”Mästartränaren och NHL-ikonen Barry Smith till Djurgården”. Djurgården Hockey. http://www.difhockey.se/article/203vaknik-1lead/mastartranaren-och-nhl-ikonen-barry-smith-till-djurgarden. Läst 12 maj 2021.
5. ↑  ”Barry Smith lämnar Djurgården: ”Vårt läge är allvarligt””. www.aftonbladet.se. https://www.aftonbladet.se/a/7dBlAW. Läst 25 oktober 2021.

### Webbkällor
- Robert Nordmark assistent till Barry Smith Expressen 7 november 2007
- http://www.eliteprospects.com/staff.php?staff=248